# Фофанов Олексій Іванович
Олексій Іванович Фофанов (рос. Алексей Иванович Фофанов; 20 травня 1915, Клімовська — 4 вересня 1986, Київ) — радянський офіцер, Герой Радянського Союзу, в роки радянсько-німецької війни командир танкової роти 344-го танкового батальйону 91-ї окремої танкової бригади 3-ї гвардійської танкової армії 1-го Українського фронту, старший лейтенант.

## Біографія
Народився 20 травня 1915 року в селі Клімковська (нині Пудозького району Республіки Карелія РФ) в селянській родині. Росіянин. Член КПРС з 1940 року. Закінчив сім класів неповної середньої школи. Працював на лісосплаві. У 1934—1936 роках навчався в Петрозаводськом кооперативному технікумі, вступив до комсомолу. Потім працював рахівником у колгоспі, помічником головного бухгалтера райспоживспілки.
У 1937 році призваний Пудозьким райвійськкоматом Карельської АРСР до лав Червоної Армії і направлений у танкові війська. У 1939 році закінчив курси молодших лейтенантів. Брав участь в радянсько-фінській війні 1939—1940 років, командував танковим взводом. У боях радянсько-німецької війни з червня 1941 року. Воював на 1-му Українському фронті.
У боях 6—7 листопада 1943 року за місто Фастів Київської області старший лейтенант О. І. Фофанов в числі перших увірвався в місто. Коли танк був підбитий, з екіпажем під вогнем полагодив його і продовжував бій.
Указом Президії Верховної Ради СРСР від 10 січня 1944 року за зразкове виконання бойових завдань командування на фронті боротьби з німецько-фашистським загарбниками і проявлені при цьому мужність і героїзм старшому лейтенанту Олексію Івановичу Фофанову присвоєно звання Героя Радянського Союзу з врученням ордена Леніна і медалі «Золота Зірка» (№ 2104).
Подальший бойовий шлях 91-ї окремої танкової бригади проходив через Сандомирський плацдарм і Віслу до Берліна і Праги. Але День Перемоги капітан О. І. Фофанов зустрів у госпіталі, де лікувався після п'ятого за війну поранення.

Могила Олексія Фофанова

У повоєнні роки О. І. Фофанов закінчив у Петрозаводську республіканську партійну школу, працював в органах Міністерства внутрішніх справ і держбезпеки. З 1958 року проживав у Києві. З 1960 року майор О. І. Фофанов — у відставці. Помер 4 вересня 1986 року. Похований у Києві на Лісовому кладовищі (ділянка № 3).

## Нагороди, пам'ять
Нагороджений орденом Леніна, орденом Червоного Прапора, орденом Вітчизняної війни 1-го ступеня, медалями.
Портрет О. І. Фофанова, як і всіх 27-та Героїв Радянського Союзу, — уродженців Карелії, встановлений в монументальній портретній галереї, відкритій в 1977 році в столиці Карелії місті Петрозаводську в районі вулиць Антікайнена і Червоної.